# Metaspriggina
Metaspriggina − rodzaj wymarłego, wczesnego strunowca, żyjącego w środkowym kambrze, którego pozostałości odkryto w łupkach z Burgess (Kolumbia Brytyjska, Kanada). Nazwa rodzajowa pochodzi od Sprigginy – wymarłego bezkręgowca z ediakaru, jednak, jak ustalono, oba organizmy nie były ze sobą blisko spokrewnione. Z analizy filogenetycznej przeprowadzonej przez Morrisa i Carona (2014) wynika, że Metaspriggina mogła być bazalnym kręgowcem, być może blisko spokrewnionym z rodzajami Haikouichthys i Myllokunmingia.

## Cechy charakterystyczne

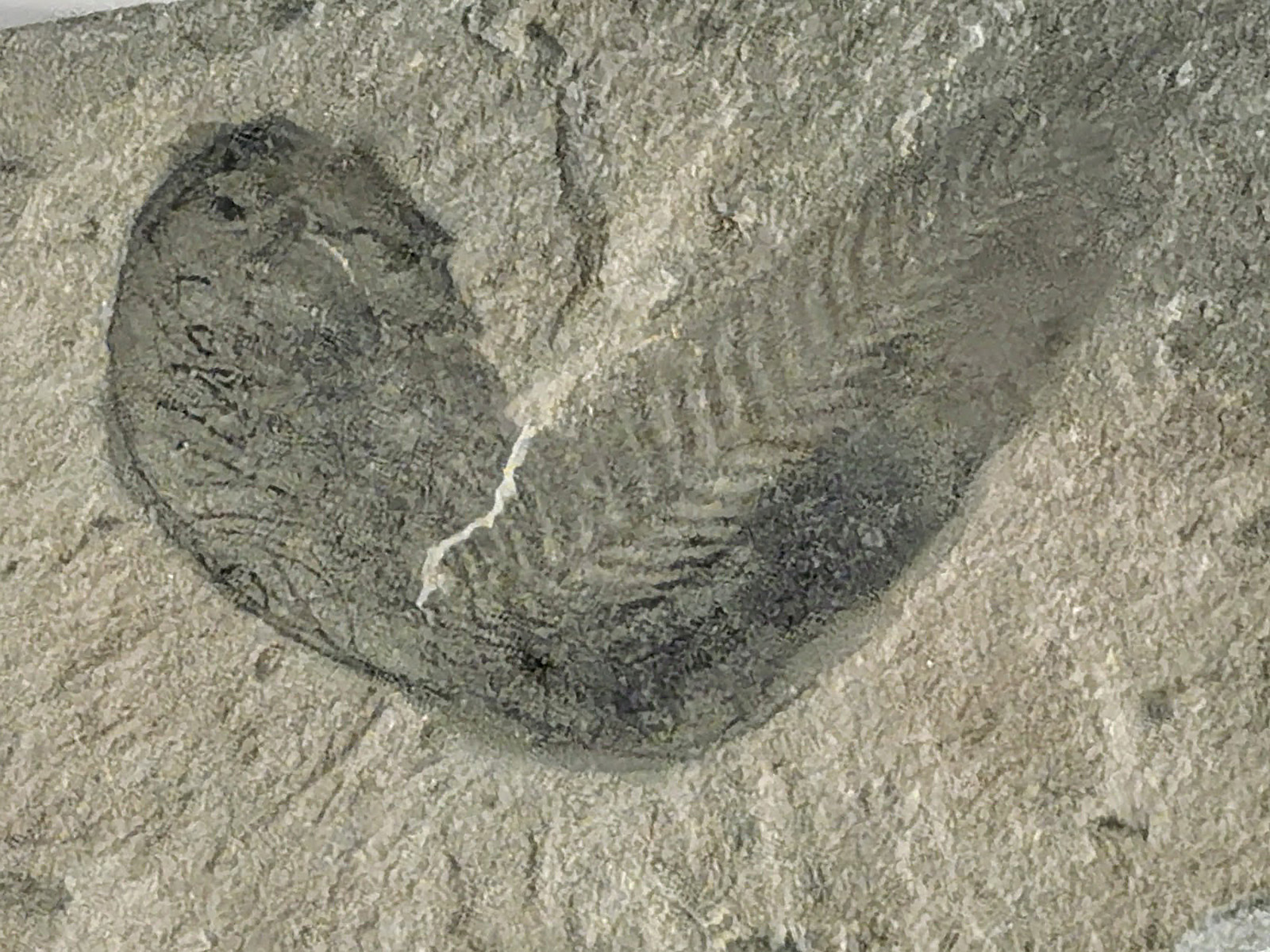
Metaspriggina - skamieniałość.

Metaspriggina miała robakowate ciało, mierzące kilka centymetrów, składające się, podobnie jak u spokrewnionego z nią, żyjącego obecnie lancetnika, ze struktur w kształcie litery „V”. Odkryto u niej kostne struktury czaszkowe, z których zapewne w przyszłości rozwinęła się prawdziwa czaszka. Na głowie osadzona była zapewne para oczu. Tylna część ciała przekształcona była w płetwę.